# Acanthochondria rectangularis
Acanthochondria rectangularis is een eenoogkreeftjessoort uit de familie van de Chondracanthidae. De wetenschappelijke naam van de soort is voor het eerst geldig gepubliceerd in 1920 door Fraser.